# Chromatomyia farfarella
Chromatomyia farfarella este o specie de muște din genul Chromatomyia, familia Agromyzidae, descrisă de Friedrich Georg Hendel în anul 1935. Conform Catalogue of Life specia Chromatomyia farfarella nu are subspecii cunoscute.